# Hennezis
Hennezis település Franciaországban, Eure megyében. Lakosainak száma 749 fő (2022. január 1.). Hennezis Les Andelys, Bouafles, Guiseniers, Mézières-en-Vexin, Notre-Dame-de-l’Isle és Port-Mort községekkel határos.

## Népesség
A település népességének változása:
| Lakosok száma | 389  | 539  | 769  | 772  | 759  | 783  | 789  | 771  | 762  | 749  |
|               | 1968 | 1982 | 1990 | 2006 | 2013 | 2015 | 2017 | 2019 | 2020 | 2022 |